# Filippo Calandrini
Filippo Calandrini (Sarzana, Ligúria, 1403 - Bagnoregio, 18 de juliol de 1476) va ser un bisbe i cardenal italià del segle XV, germà uterí del papa Nicolau V.

## Família
Filippo Calandrini neix a Sarzana, a l'actual Província de La Spezia, a Ligúria, fill de Tommaso Calandrini i de la seva segona dona Andreola Tomeo dei Bosi, vídua de Bartolomeo Parentucelli, pare de Nicolau V.
El 24 d'abril de 1397, la seva cosina Isabella es va casar amb Giovanni Bonaparte, la qual cosa va ser l'origen de la fortuna d'aquesta família.
Una part de la família instal·lada a Lucca va adherir-se al calvinisme i es va refugiar a Ginebra. Eren mercants i burgesos importants, un dels seus membres va ser el matemàtic i botànic Jean Louis Calandrini. Les cartes de Charlotte Aïssé van ser adreçades a Julia Calandrini.

## Carrera
Primer és nomenat protonotari i ardiaca de la catedral de Lucca, a continuació governador del castell de Spoleto a l'agost de 1447.
Va ser un col·laborador entusiasta del seu germanastre Nicolau V. Legat a la Marca d'Ancona, «on va governar amb tanta prudència i moderació (diuen els biògrafs) que els pobles d'aquesta província el van omplir de mil benediccions».
Va ser nomenat bisbe de Bolonya el 18 de desembre de 1447, pel seu germà, elegit papa feia poc.
Cardenal el 20 de desembre de 1448 amb el títol de Santa Susanna, va succeir al seu germanastre, posa fi al gran cisma que partia l'Església comprometent el duc de Savoia Amadeu VIII de Savoia, llavors antipapa amb el nom de Félix V, a abandonar les seves pretensions a la tiara.
L'any 1451, esdevé cardenal-prevere amb el títol de San Lorenzo in Lucina. L'any 1452, amb el cardenal Juan de Carvajal va a buscar a Florència l'emperador Frederic III per acompanyar-lo a Roma on ha de ser coronat pel papa.
És anomenat camarlenc del Sagrat Col·legi l'any 1454.
A la mort de Calixt III, és triat per l'elecció al papat i queda igualat en vots amb Eneas Silvio Piccolomini, que aprofita altres influències per sortir elegit amb el nom de Pius II.
L'any 1459, és penitenciari major i participa al concili de Màntua l'any 1459 que decreta la croada contra els turcs sense èxit.
Va obtenir de Pau II, per la butlla Cui super omnes orbis, el traspàs de l'antiga seu episcopal de Luni a Sarzana el 21 de juliol de 1465.
L'any 1468, esdevé cardinal-bisbe amb el títol d'Albano i l'any 1471, cardenal-bisbe amb el títol de Porto-Santa Rufina.
Mor a Bagnoregio de tornada de Sarzana. El seu nebot li va fer construir un sumptuós mausoleu a San Lorenzo in Lucina.
Va ser benefactor de la seva ciutat natal.